# Alfonso Urbina
Alfonso Javier Urbina Milla (Viña del Mar, 18 de mayo de 1993), es un futbolista chileno que juega de mediocampista.

## Trayectoria

### Everton
En 2011 es subido al primer equipo pero sin tener oportunidades de disputar partido alguno. Debutó en 2012 disputando apenas algunos minutos, sin anotar goles. En 2013 logra su primer gol profesional en un encuentro válido por Copa Chile contra Unión La Calera.

## Clubes
| Club       | País   | Año       |
| ---------- | ------ | --------- |
| Everton    | Chile  | 2012-2016 |
| Barnechea  | Chile  | 2016-2017 |
| Venados FC | México | 2018      |
| Barnechea  | Chile  | 2018-2019 |
| Vallenar   | Chile  | 2020-Act. |